# Meziříčská lípa
Meziříčská lípa je památný strom lípa malolistá (Tilia cordata) poblíž osady Meziříčí ZSJ města Kadaň v okrese Chomutov v Ústeckém kraji.
Roste v Doupovských horách v nadmořské výšce 340 m v k. ú. Úhošť, nad pravým břehem Donínského potoka při západním okraji národní přírodní rezervace Úhošť, ovšem již asi 10 metrů za její západní hranicí. 

## Základní údaje
Obvod kmene měří 345 cm, koruna stromu dosahuje do výšky 28 metrů (měření 2009). V roce 2009 bylo stáří stromu odhadováno na 200 let.
Lípa je chráněna od roku 1997 jako ochrana genofondu a strom s významným vzrůstem.

## Stromy v okolí
- Sládečkův dub
- Zásadská lípa
- Jírovec v Miřeticích
- Skupina modřínů a smrků v pastvinském údolí